# Choryń
Choryń – wieś w Polsce położona w województwie wielkopolskim, w powiecie kościańskim, w gminie Kościan.

## Położenie
Choryń leży na Równinie Kościańskiej, przy drodze wojewódzkiej nr 308, na południowy wschód od Kościana. Na północ od miejscowości przebiega linia kolejowa z Kościana do Miejskiej Górki (przystanek kolejowy Choryń) oraz przepływa Rów Wyskoć. Wieś leży na terenie Parku Krajobrazowego im. gen. Dezyderego Chłapowskiego.

## Historia
Wieś historycznie należała do Wielkopolski. Ma metrykę średniowieczną i jest notowana od połowy XVI wieku. Po raz pierwszy wymieniona została w łacińskojęzycznym dokumencie z 1366 pod nazwą Chorina, 1387 Chorin, 1391 Chorinia, 1391 Chorzina, 1400 Chorinna, 1419 Korina.
Miejscowość była wsią szlachecką należącą do lokalnej szlachty wielkopolskiej z rodu Łódzkich i Choryńskich herbu Abdank, którzy od nazwy wsi przyjęli odmiejscowe nazwisko, a później także do Brodnickich, Bojanowskich, Śliwnickich i Taczanowskich. W 1463 leżała w powiecie kościańskim Korony Królestwa Polskiego. Od 1395 była siedzibą własnej parafii, a w 1510 należała do dekanatu Kościan.
Pierwsza wzmianka o wsi pochodzi ze źródeł kościelnych. W 1366 biskup poznański Jan z Lutogniewa uposażył nową kanonię w katedrze poznańskiej w dochody z parafii Wyskoć, a w tym m.in. w czynsze i dziesięciny z Chorynia.
W latach 1387–1394 jako właściciel we wsi odnotowany został Wincenty Łódzki z Chorynia, który czasem używał też odmiejscowego nazwiska Choryński. W 1387 prowadził on spór sądowy z Jadwigą Czelminka o 20 grzywien i konie. W 1397 odnotowano wdowę po Wincentym panią Choryńską, która wraz z dziećmi nie uznała roszczeń Ochny, wdowy po Wincentym Ksiąskim, do swego wiana na Choryniu. Wiano to na połowie wsi posiadał Jan Łódzki i będzie trzymał, dopóki nie otrzyma 200 grzywien. W 1400 jako właściciele we wsi odnotowani zostali Marcin, Jan, Wincenty i in. dzieci zmarłego Wincentego z Chorynia. W 1459 odnotowani zostali dziedzice niedzielni z Chorynia Jan, Andrzej i Wincenty Choryńscy. W 1463 wicewojewoda w Kościanie Andrzej Choryński sprzedał za 190 złotych węgierskich, z prawem odkupu, Piotrowi z Popowa karczmę w Choryniu oraz sołectwo, w którym gospodarowało 3 kmieci i dwóch zagrodników..
W 1432 Wincenty z Chorynia wymieniony został wśród osób zobowiązujących się w imieniu szlachty wielkopolskiej do elekcji jednego z synów króla polskiego Warneńczyka po jego śmierci. W XV wieku odnotowano studentów Uniwersytetu Jagiellońskiego pochodzący ze wsi: w 1422 Mikołaja syna Michała, a w 1454 Wincentego syna Wincentego.
W średniowiecznych dokumentach odnotowani zostali także zwykli mieszkańcy wsi. W 1391 Mikołaj kmieć z Chorynia, który prowadził spór sądowy z Katarzyną żoną Pawła z Bielejewa o część dziedziny w Bielejewie. W 1418 odnotowano Marcina zranionego kmiecia. W 1420 Mikołaja z Choryni i Wawrzyńca z Rogaczewa, którzy zeznali przed sądem, że chcieli kupić sołectwo od Macieja, ale pan im nie pozwolił. W 1425 odnotowany został spór sądowy szlachcica Wincentego Choryńskiego z 5 kmieciami z Wławia, którym nie chciał przyznać pastwisk za wykonaną w Choryniu robociznę. Chłopi pozywali go do sądu - każdy o 15 grzywien, które według nich nieprawnie im zabrano. W 1466 Pietrzyk kmieć z Chorynia kupił sołectwo we Wławiu za 40 grzywien. W 1470 odnotowano Andrzeja włodarza w Choryniu.
Miejscowość odnotowana została także w dokumentach podatkowych. W 1530 miał miejsce pobór z 4 łanów oraz karczmy. W 1563 Maciej oraz Feliks Brodniccy zapłacili pobór z 2 części: każdy od 5 łanów, karczmy oraz wiatraka. W 1566 Feliks Brodnicki zapłacił pobór od 4,5 łana, 3 zagrodników oraz karczmy, a Barbara Brodnicka od 4 i 1/4 łana, 3 zagrodników oraz karczmy. W 1581 Katarzyna z Rydzyny Brodnicka zapłaciła pobór od 5 łanów, 4 zagrodników, dwóch komorników, jednego kolonisty od pługa, 1/4 łana młynarskiego oraz od wiatraka. Natomiast Maciej Brodnicki zapłacił pobór od 3,5 łana, 4 zagrodników, dwóch komorników, jednego kolonisty od pługa, 30 owiec oraz wiatraka.
W wyniku II rozbioru Rzeczypospolitej w 1793 miejscowość przeszła w posiadanie Prus i jak cała Wielkopolska znalazła się w zaborze pruskim. W okresie Wielkiego Księstwa Poznańskiego (1815-1848) miejscowość wzmiankowana jako Chorynia należała do wsi większych w ówczesnym pruskim powiecie Kosten rejencji poznańskiej. Choryń należała do okręgu krzywińskiego tego powiatu i stanowiła siedzibę odrębnego majątku, którego właścicielem był wówczas (1846) Taczanowski. Według spisu urzędowego z 1837 roku Choryń liczyła 264 mieszkańców, którzy zamieszkiwali 19 dymów (domostw).
21 września 1831 w chrzcie Zofii Taczanowskiej jako chrzestny uczestniczył Adam Mickiewicz. Poeta gościł tu jeszcze w okresie od stycznia do marca 1832, w towarzystwie m.in. swego brata Franciszka. Zainspirowany rozmowami z powstańcami listopadowymi napisał w Choryni Redutę Ordona.
Pod koniec XIX wieku wieś liczyła 385 mieszkańców. Kościół podlegał parafii w Wyskoci. W latach 1975–1998 miejscowość administracyjnie należała do województwa leszczyńskiego.
Do 1938 w Choryni był pochowany gen. Edmund Taczanowski.

## Gospodarka
W Choryni ma swoją siedzibę państwowa Stacja Selekcji Roślin, zajmująca się badaniami nad nowymi odmianami zbóż i ich hodowlą. Wyhodowano w niej m.in. popularne odmiany pszenicy ozimej i żyta. Biura ulokowały się w zabudowaniach dworskich. Od 1991 przedsiębiorstwo używa nazwy „Danko”.

## Zabytki i turystyka
We wsi znajdują się zabytkowe:
- neogotycki kościół św. Katarzyny Sieneńskiej z 1851 roku[5]. Obok kościoła stoi neogotycka dzwonnica z 1850[9][14] oraz kaplica grobowa rodziny Taczanowskich, z lat 1669-1670[5][10].
- klasycystyczny dwór Taczanowskich z 1759 z zabudowaniami towarzyszącymi: dworem-oficyną (nowy dwór), spichrzem z I poł. wieku i wozownią z II poł. XVIII wieku albo I poł. XIX wieku oraz parkiem krajobrazowymi o pow. 2,8 ha[5][9][10].

Przez wieś przebiega zielony szlak pieszy łączący miejscowości na terenie parku krajobrazowego.